# Tonight I'm Getting Over You
«Tonight I'm Getting Over You» es una canción techno y dubstep, interpretada por la cantante canadiense Carly Rae Jepsen, incluido en su segundo álbum de estudio Kiss, de 2012. La canción fue compuesta por la cantante junto a Max Martin, Lukas Hilbert y otros compositores más, mientras que estos dos últimos la produjeron. La canción fue estrenada el 17 de febrero de 2013 por Interscope Records, en el programa de radio Ryan Seacrest. «Tonight I'm Getting Over You» ha recibido críticas positivas, mientras que otros la han considerado una de las mejores pistas del disco.
La cantante interpretó el tema en vivo por primera vez en la entrega de premios de 2013 NRJ Music Awards. Nathalie Canguilhem dirigió el vídeo musical del sencillo, se estrenó el 22 de febrero de 2013 en el canal VEVO de la intérprete.

## Descripción
«Tonight I'm Getting Over You» es una canción techno mezclado con un estilo diferente el dubstep mientras que se influencia del pop y dance. La cantante la compuso junto a Max Martin, Lukas Hilbert, Clarence Coffee Jr., Shiloh y Katerina Loules, mientras que Martin y Hilbert la produjeron. La canción en un principio había sido anunciada como promocional, sin embargo durante una presentación en Walmart Soundcheck en Los Ángeles, afirmó a «Tonight I'm Getting Over You» como segundo sencillo oficial del álbum, y tercero según la lista de sencillos.[A]

## Promoción

### Interpretaciones en directo
Jepsen interpretó la canción mientras estaba de gira con Justin Bieber en el Believe Tour. Para su promoción, Jepsen presentó el sencillo el 26 de enero en los NRJ Music Awards 2013. Ella también realizó una presentación de la canción en vivo en Juno Awards, que incluye versos de su sencillo más exitoso, «Call Me Maybe».

### Vídeo Musical

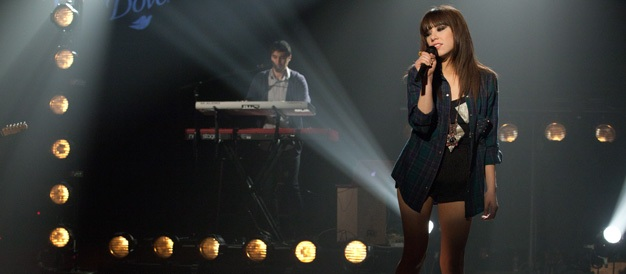
Carly Rae Jepsen en Walmart Soundcheck.

La filmación del vídeo estuvo a cargo de Justin Francis y se empezó a grabar a mediados de enero de 2013. La cantante escribió a través de su cuenta Twitter la emoción que sentía por la filmación del vídeo, y agregó:«¡Los chicos y yo estamos muy emocionados! El vídeo musical de "Tonight I'm Getting Over You" saldrá en un momento». Finalmente se publicó el 22 de febrero de 2013 en la cuenta VEVO oficial de la intérprete. El vídeo comienza con el novio de Jepsen corriendo por la playa de la famosa ciudad californiana de Los Ángeles, después se ve la azotea de un edificio donde Jepsen se reúne con él y empiezan a jugar y besarse, luego en su apartamento hacen lo mismo. El vídeo enfoca diversos lugares de Los Ángeles donde la cantante y su novio pasean, corren, compran, comen y se divierten. Después de comer donas en un restaurante se ven escenas donde la pareja discuten, pelean y se empujan ligeramente, luego se ve brevemente la vida de los dos si no están juntos. A lo largo del vídeo se puede apreciar a Jepsen junto a una televisión que muestra vídeos grabados por la pareja. El vídeo finaliza con la intérprete y su novio nuevamente unidos.

## Formatos
- Descarga digital

| «Tonight I'm Getting Over You» — Sencillo |                                |          |  |
| N.º                                       | Título                         | Duración |  |
| 1.                                        | «Tonight I'm Getting Over You» | 3:39     |  |

| «Tonight I'm Getting Over You» — EP Remixes. |                                                         |          |  |
| N.º                                          | Título                                                  | Duración |  |
| 1.                                           | «Tonight I'm Getting Over You» (Showtek Remix)          | 5:18     |  |
| 2.                                           | «Tonight I'm Getting Over You» (Twice As Nice Remix)    | 3:40     |  |
| 3.                                           | «Tonight I'm Getting Over You» (Reid Stefan Remix)      | 6:06     |  |
| 4.                                           | «Tonight I'm Getting Over You» (Wayne G & LFB Club Mix) | 7:07     |  |
| 5.                                           | «Tonight I'm Getting Over You» (KoKo Club Mix)          | 4:53     |  |

| «Tonight I'm Getting Over You» — Remix |                                                  |          |  |
| N.º                                    | Título                                           | Duración |  |
| 1.                                     | «Tonight I'm Getting Over You» (con Nicki Minaj) | 4:02     |  |

## Posicionamiento en listas

### Semanales
| Australia         | ARIA                    | 38 |
| Bélgica (Flandes) | Ultratop 50             | 6  |
| Bélgica (Valonia) | Ultratop 40             | 6  |
| Canadá            | Canadian Hot 100        | 88 |
| Dinamarca         | Tracklisten             | 27 |
| Escocia           | Official Charts Company | 20 |
| Eslovaquia        | IFPI                    | 25 |
| Estados Unidos    | Billboard Hot 100       | 90 |
| Estados Unidos    | Pop Songs               | 32 |
| Estados Unidos    | Hot Dance Club Songs    | 23 |
| Francia           | SNEP                    | 82 |
| Irlanda           | IRMA                    | 32 |
| Nueva Zelanda     | RIANZ                   | 40 |
| Países Bajos      | Dutch Top 40            | 29 |
| Polonia           | Dance Top 50            | 49 |
| Reino Unido       | UK Singles Chart        | 33 |
| Suiza             | Schweizer Hitparade     | 74 |

## Historial de lanzamientos
| País           | Fecha                 | Formato                                  | Sello              |
| -------------- | --------------------- | ---------------------------------------- | ------------------ |
| Francia        | 21 de enero de 2013   | Airplay                                  | Polydor Records    |
| Estados Unidos | 19 de febrero de 2013 | Mainstream radio                         | Interscope Records |
| Reino Unido    | 10 de junio de 2013   | Descarga digital                         | Polydor Records    |
| [ 42 ]         | 6 de mayo de 2013     | Descarga digital - Remix con Nicki Minaj | Interscope Records |